# Tanya (film 1934)
Tanya (Mandalay) è un film del 1934 diretto da Michael Curtiz.

## Produzione
Il film fu prodotto dalla Warner Bros.-First National Pictures Inc.
Venne girato a San Joaquin River at Stockton e nei Warner Brothers Burbank Studios, al 4000 di Warner Boulevard, a Burbank.
Nel film compare anche la piccolissima Shirley Temple, il suo piccolo ruolo di figlia dei coniugi Peters fu ridotto a pochi istanti tanto che per anni il suo nome non venne mai accreditato.

## Distribuzione
Distribuito dalla Warner Bros., il film uscì nelle sale cinematografiche USA il 10 febbraio 1934.